# Kolenmijn Velenje
Kolenmijn Velenje (Premogovnik Velenje) is de grootste mijn in Slovenië.
De kolenmijn van Velenje is de belangrijkste drijvende kracht achter de ontwikkeling in het Velenje-bekken en het omliggende gebied. De mijn is leverancier van brandstof aan de nabijgelegen Energiecentrale Šoštanj. In Veleneje is een kolenmijnmuseum.